# Макнери (Аризона)
Макнери (енгл. McNary) насељено је место без административног статуса у америчкој савезној држави Аризона.

## Демографија
По попису из 2010. године број становника је 528, што је 179 (51,3%) становника више него 2000. године.
| Група             | 2000.      | 2010.      |
| Белци             | 20 (5,7%)  | 20 (3,8%)  |
| Афроамериканци    | 9 (2,6%)   | 2 (0,4%)   |
| Азијати           | 0 (0,0%)   | 0 (0,0%)   |
| Хиспаноамериканци | 39 (11,2%) | 78 (14,8%) |
| Укупно            | 349        | 528        |